# Elvis Has Left the Building
Elvis Has Left The Building is een Amerikaanse romantische komedie uit 2004. De film werd geregisseerd door Joel Zwick en duurt 90 minuten. De cast bestaat onder andere uit Kim Basinger, John Corbett en Denise Richards.

## Inhoud
Harmony Jones (Kim Basinger) is geboren tijdens een Elvis-concert en op een of andere manier is zij een bloedverwant van de zanger. Per ongeluk vermoordt ze een paar Elvis-imitators en daarom wordt ze achternagezeten door de FBI.